# Werner Konold

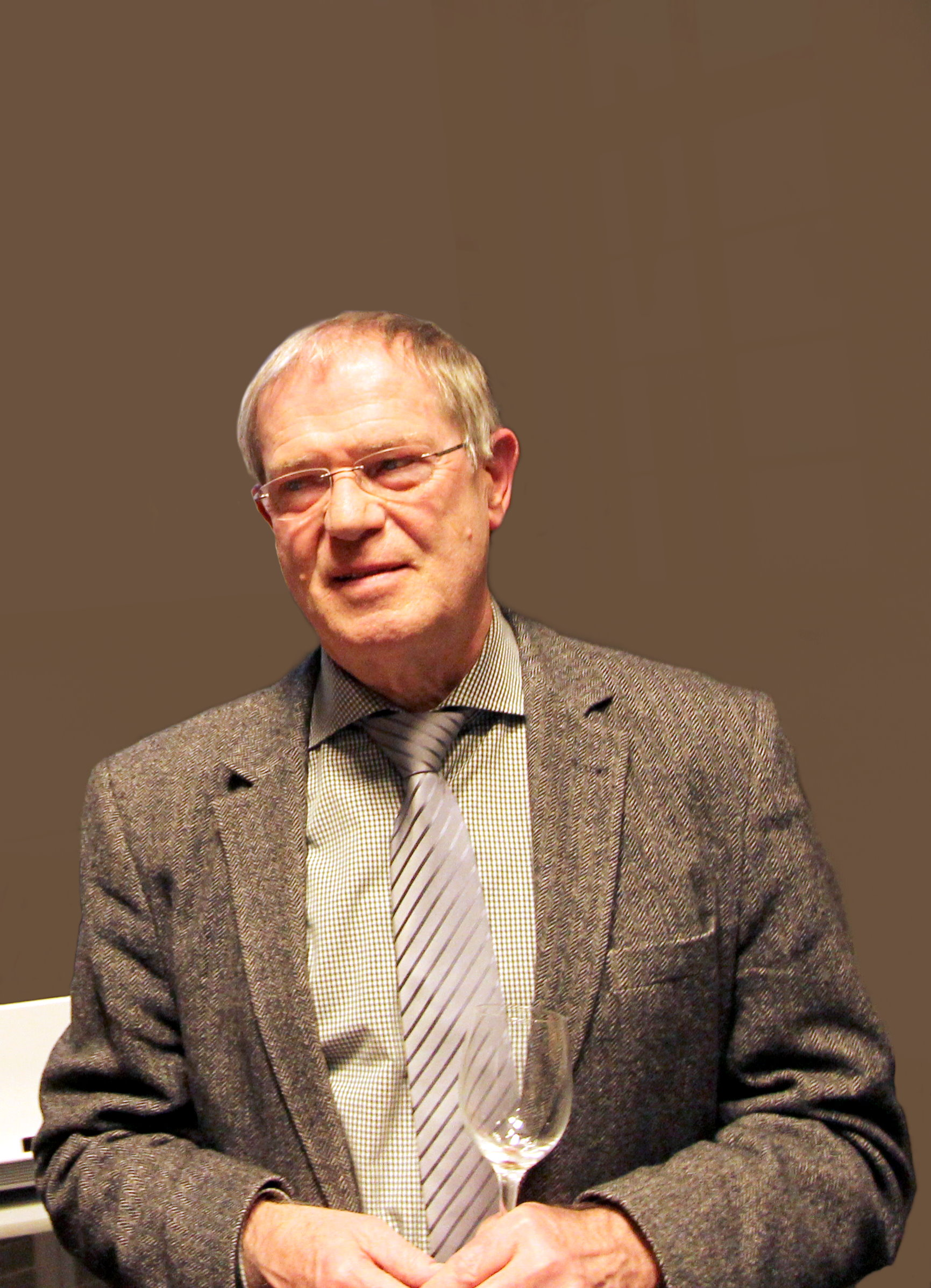
Werner Konold, Düsseldorf 2019

Werner Konold (* 17. August 1950 in Heidenheim) ist ein deutscher Agrarwissenschaftler und war von 1997 bis 2016 Professor für Landespflege an der Universität Freiburg.
Werner Konold studierte von 1970 bis 1975 Allgemeine Agrarwissenschaften an der Universität Hohenheim. Er promovierte 1983 mit dem Thema "Zur Ökologie kleiner Fließgewässer. Verschiedene Ausbauarten und ihre Bewertung" an der Universität Hohenheim. Dafür wurde ihm 1985 der Walter-Schall-Preis der Gesellschaft für Naturkunde in Württemberg verliehen. Konold habilitierte sich 1988 mit dem Thema "Kulturhistorische, vegetationskundliche und limnologische Untersuchungen an oberschwäbischen Stillgewässern". Seit März 1997 war Konold Professor am Lehrstuhl für Landespflege an der Fakultät für Forst- und Umweltwissenschaft der Universität Freiburg. 2016 wurde er emeritiert.
Seine Forschungsschwerpunkte sind die Geschichte und Ökologie der Kulturlandschaft und ihrer Elemente sowie zur Gewässerentwicklung und Wasserbaugeschichte. Er arbeitet an Integrierten Konzeptionen für Landschaften und im Naturschutz. 
Konold ist Sprecher des Deutschen Rates für Landespflege und Mitglied im Nationalkomitee des Man and the Biosphere Programms der UNESCO (Biosphärenreservate). Seit 2005 ist er Vorsitzender der Naturforschenden Gesellschaft zu Freiburg im Breisgau und seit April 2014 Leiter des Alemannischen Instituts in Freiburg.

## Publikationen (Auswahl)
- mit D. Kampmann, A. Lüscher, F. Herzog: Agri-environmental scheme protects diversity of mountain grassland species. In: Land Use Policy 29, 2012, S. 569–576, doi:10.1016/j.landusepol.2011.09.010
- mit L. Li, J. Birmele, H. Schaich: Transitioning to community-owned renewable energy: Lessons from Germany. In: Procedia Environmental Sciences 17, 2013, S. 719–728, doi:10.1016/j.proenv.2013.02.089
- mit G. Lupp, O. Bastian: Landscape management and landscape changes towards more naturalness and wilderness on scenic qualities - The case of the Müritz Nationalpark. In: Journal for Nature Conservation 21, 2013, S. 10–21
- Das Biosphärengebiet Schwarzwald: Mensch und Natur im Einklang. Silberburg-Verlag, Tübingen 2018, ISBN 978-3-8425-2068-4 (223 S.).